# Olympische Jugend-Sommerspiele 2010/Teilnehmer (Togo)
| Gelbes Symbol für Goldmedaillen mit stilisierten Olympischen Ringen | Graues Symbol für Silbermedaillen mit stilisierten Olympischen Ringen | Braundes Symbol für Bronzemedaillen mit stilisierten Olympischen Ringen |
| ------------------------------------------------------------------- | --------------------------------------------------------------------- | ----------------------------------------------------------------------- |
| —                                                                   | —                                                                     | —                                                                       |

Die Jugend-Olympiamannschaft aus Togo für die I. Olympischen Jugend-Sommerspiele vom 14. bis 26. August 2010 in Singapur bestand aus vier Athleten.

## Athleten nach Sportarten

### Judo
Mädchen
- Djamila Tchaniley-Larounga
Klasse bis 63 kg: 9. Platz

### Leichtathletik
Mädchen
- Pouwedeou Adjodi
1000 m: 15. Platz

### Schwimmen
Jungen
- Yao Amegbeto
50 m Freistil: 48. Platz
50 m Brust: disqualifiziert (Vorlauf)

### Taekwondo
Mädchen
- Michele Dorkenoo
Klasse bis 55 kg: 9. Platz